# Miloud Rahmani
Miloud Rahmani, född 30 december 1982, är en algerisk friidrottare. Han deltog vid olympiska sommarspelen 2016.